# Assamiella
Assamiella is een geslacht van hooiwagens uit de familie Assamiidae.
De wetenschappelijke naam Assamiella is voor het eerst geldig gepubliceerd door Roewer in 1923. 

## Soorten
Assamiella is monotypisch en omvat slechts de volgende soort:
- Assamiella marginata